# Finn Kvalem
Finn Kvalem, född den 12 april 1934 i Seljord, död den 26 februari 1990, var en norsk skådespelare, regissör och teaterchef.

## Biografi
Kvalem debuterade 1955 på Det Norske Teatret, där han var anställd mellan 1956 och 1969. Han var vid Nationaltheatret 1969–1975, 1979–1982 och från 1985, vid Fjernsynsteatret 1975–1979 och var chef för Telemark Teater 1982–1984. Bland hans roller märks en oerhört komisk Mads Moen i Henrik Ibsens Peer Gynt, Osvald i Ibsens Gengångare och prästen Flann i Åge Rønnings Kolbes Reise. Han hade flera stora roller i Fjernsynsteatret, däribland mannen i Arnold Weskers De fyra årstiderna, Dr. Wangel i Ibsens Frun från havet (1979) och titelrollen i Stein Ørnhøis dramadokumentärserie Vidkun Quisling. Et liv - en rettssak (1988). Han medverkade även i flera norska filmer.
Som regissör hade Kvalem ett skarpt öga för realistisk människoskildring, till exempel i Olav Duuns Medmenneske och James Saunders Next Time I'll Sing To You. Han regisserade som gäst Peer Gynt på Den Nationale Scene. Hans uppsättning av Johan Herman Wessels Kärlek utan strumpor på Amfiscenen var mycket slagfärdig.

## Filmografi
- 1955 – Barn av solen
- 1960 – Venner
- 1962 – Tonny